# Otto Rantzau til Putlos
 Der er flere personer med dette navn, se Otto Rantzau.
Otto Rantzau (19. januar 1648 – 15. marts 1698 i Poppenbüttel) var en holstensk godsejer og officer, bror til Christoph og Frederik Rantzau og far til Ditlev og Hans Rantzau.
Han var søn af Hans Rantzau og Dorothea Øllegaard Blome. Han skrev sig til Putlos (1673) og Bossee. Han blev 1692 generalmajor og chef for auxiliærkorpset i kejserlig sold i Ungarn, var 1692 med ved belejringen af Belgrad. Han døde i en hjemlig duel med Josias Breide Rantzau, som han mistænkte for at have dræbt sin søn Christian Albrecht Rantzau.
Han var først gift med Anna Magdalene Brockdorff (3. april 1649 på Rohlstorf – 15. december 1695), datter af hofmester Joachim Brockdorff (1607-1680 og Anna Margrethe Rantzau (1624-1689), og anden gang 1696 med Adelheid Benedicte Blome (1. juli 1647 på Hägen – 13. marts 1739), datter af Henrik Blome (1616-1676) og Lucia Pogwisch (1623-1685).